# Спорт у Білорусі

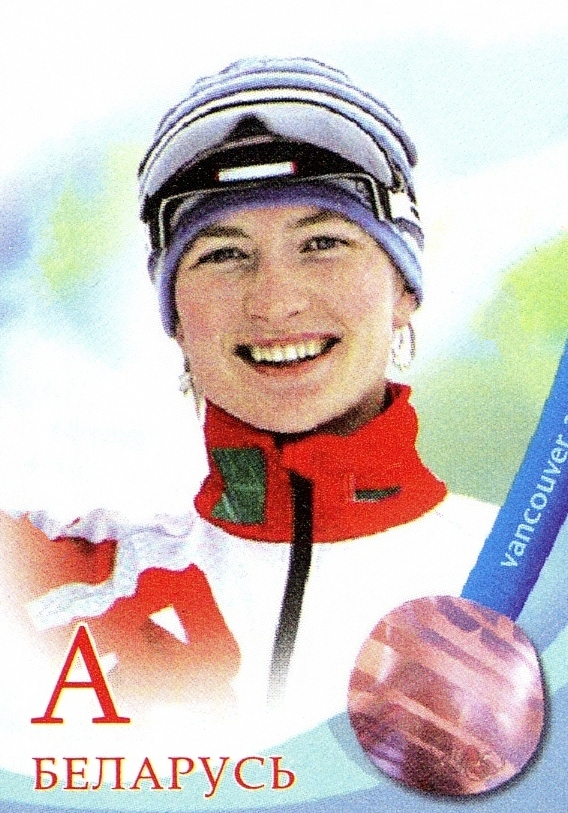
Дар'я Домрачева, триразова олімпійська чемпіонка Зимових Олімпійських ігор 2014

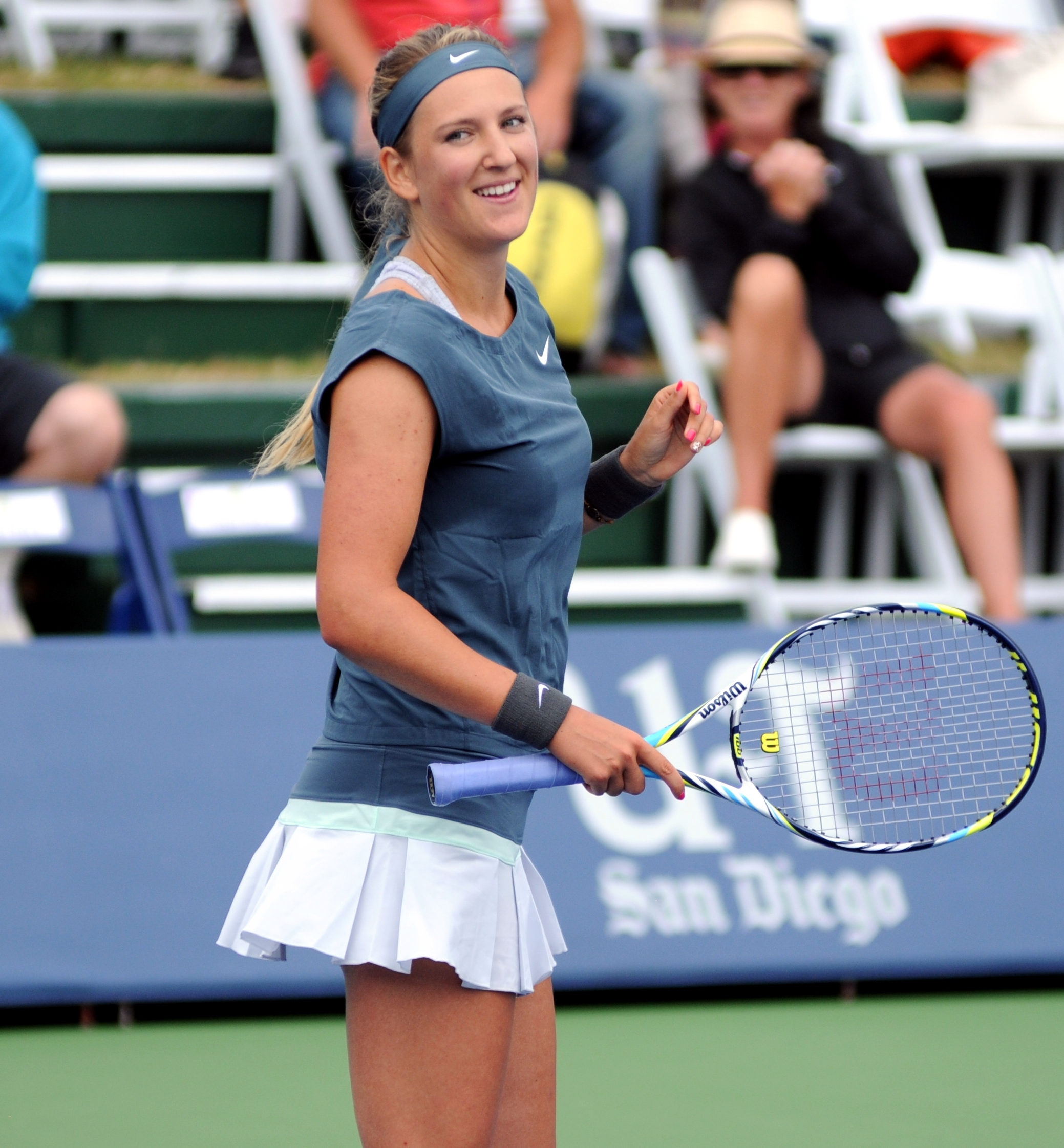
Білоруська тенісистка Вікторія Азаренко

Білорусь — держава з добре розвинутими спортивними традиціями як в аматорському, так і в професійному спорті високих досягнень.
Багато білоруських спортсменів стали всесвітньо відомі, виступаючи в складі збірних команд СРСР з різних видів спорту. Борець вільного стилю Олександр Медведь, представниці білоруської школи спортивної гімнастики Неллі Кім і Ольга Корбут, фехтувальниця Олена Бєлова та інші неодноразово ставали чемпіонами світу та Європи, олімпійськими чемпіонами і призерами. 
Хокей є найпопулярнішим видом спорту країни, при цьому одержуючи вагому матеріальну підтримку від самого Президента. Національна чоловіча збірна в загальному заліку на зимових Олімпійських іграх 2002 посіла на подив четверте місце. Білоруські хокеїсти також грали в Національній хокейній лізі у Північній Америці.
У січні 2012 року Вікторія Азаренко з Білорусі стала першою у країні переможницею «Великого шолома», вигравши Australian Open. Вона у фіналі перемогла Марію Шарапову, тим самим ставши гравцем № 1 у світі серед жінок. Вона також виборола в одиночному розряді бронзові та у змішаній парній грі золоті медалі на літніх Олімпійських іграх 2012 і зберегла свій титул Australian Open у 2013 році.
Останніми роками однією з найвизначніших спортсменок у жіночому біатлоні стала Дар'я Домрачева. Вона здобула бронзову медаль в індивідуальному змаганні на Зимових Олімпійських іграх 2010, і послідовно виграла два чемпіонати світу в жіночій гонці переслідування у 2012 і у мас-старті в 2013 році, а потім виборола золото в гонці переслідування, індивідуальному заліку і мас-старті на Зимових Олімпійських іграх 2014. У сезоні 2014-15 вона виграла свій перший титул абсолютного володаря Кубка світу з біатлону.

## Білоруська олімпійська збірна
Від Олімпійських ігор 1952 року і до кінця радянської епохи Білорусь виступала на Олімпійських іграх у складі радянської олімпійської збірної. На Олімпіаді 1992 у Барселоні Білорусь входила у спільну пострадянську команду.
Як представники Білорусі на Олімпійських іграх уперше спортсмени країни виступили під час Зимових Олімпійських ігор 1994 в Ліллехаммері. Білорусь тоді здобула 52 олімпійські медалі: 6 золотих, 17 срібних і 29 бронзових. 
Національний олімпійський комітет Білорусі з 1997 року очолює президент Лукашенко; він єдиний глава держави у світі, що обіймає таку посаду.

## Шахи
Серед інших видів спорту, в яких традиційно сильні білоруські спортсмени, можна назвати шахи. Найбільш відомі шахісти Білорусі: Ісаак Болеславський, Олексій Суетін, Віктор Купрейчик.